# В пасти безумия
«В пасти безумия» (англ. In the Mouth of Madness) — американский фильм ужасов 1994 года режиссёра Джона Карпентера. Сценарий фильма основан на произведениях Говарда Филлипса Лавкрафта и Стивена Кинга. Картина является заключительной в апокалиптической трилогии режиссёра и завершает идеи его фильмов «Нечто» и «Князь тьмы».

## Сюжет

### Пролог
Фильм начинается с показа печатного станка, который производит сотни экземпляров книги Саттера Кейна «Ужасы Хоббс-Энда», на задней стороне обложки напечатана реклама нового романа Кейна — «В пасти безумия», который готовится к продаже.
В психиатрическую больницу насильно помещают Джона Трента — страхового следователя. Проведать Джона приходит доктор Ренн, он хочет узнать, из-за чего Трент попал сюда; тот, в свою очередь, обрисовал все стены своей палаты и себя с ног до головы крестами. Трент начинает свой рассказ.

### Основное действие
Произведения Саттера Кейна невероятно популярны, его книги продаются огромным тиражом, они переведены на 18 языков, и повсюду напечатана реклама его новой книги «В пасти безумия». Творчество Кейна оказывает сильное влияние на психически неустойчивых читателей: у них проявляется дезориентация, потеря памяти, паранойя и безумие. Всё сильнее растёт волна насилия среди огромного числа почитателей романов Кейна. Но вскоре Кейн, уверенный в том, что все написанное им — реальность, пропадает, и для его поисков нанимают Джона Трента. Как оказалось, издательство никогда лично не виделось с ним и не знает: где он живёт, как выглядит и жив ли он.
Вскоре на Трента нападает обезумевший мужчина с топором, Трент с ужасом замечает, что у него двойные зрачки. В психопата стреляет полиция, и Трент спасается. Как оказалось, тот ненормальный был литературным агентом Кейна, который единственный ознакомился с его новой книгой.
Трент решается купить несколько книг Кейна, его начинают мучить кошмары. Случайно заметив на обложках подсказку, Трент узнаёт место нахождения писателя: Хоббс-Энд, который находится в Новой Англии — город, не отмеченный на картах, кроме старых. Трент вместе с редактором Кейна, Линдой Стайлз, отправляется в этот город. По пути они оба сталкиваются со странными видениями: по пути проезжает велосипедист, который выглядит сначала как юноша, а потом как седой старик; потом кажется, что машина парит над грозовыми тучами и за мостом виден яркий свет среди ночи. К утру им удается попасть в Хоббс-Энд. Город кажется вымершим, людей практически не видно, но обстановка кажется знакомой — в городе всё соответствует описаниям из книг Кейна. Трент и Стайлз поселяются в гостинице и решают прогуляться возле городской церкви. Там они замечают Кейна, но сталкиваются со странными событиями: к церкви приезжают местные жители и хотят убить Кейна, но на них нападает свора собак. Трент и Стайлз решают вернуться в гостиницу. Приходит ночь, Стайлз уезжает к церкви и пытается найти Кейна, найдя его, она узнаёт содержание новой книги. От Кейна становится известно, что всё, что он пишет, становится реальным, и с помощью его произведений на землю вернутся древние чудища и будут сеять хаос и разрушение. Тем временем Трент, гуляя по городу, заходит в бар, где местный житель советует ему уезжать и говорит, что зло пробудилось. Хотя Трент и настроен скептически, он всё же решает найти Стайлз и покинуть город. Когда он возвращается в гостиницу, то видит, что картины исказились, что вместо людей там изображены мерзкие кальмароподобные создания, и с ужасом видит, как хозяйка гостиницы миссис Пикман, превратившись в чудовище с несколькими конечностями, рубит топором своего мужа. Также он видит в оранжерее странное существо со змееподобными лапами. Разъезжая по городу, Трент видит Стайлз в окружении уродливых людей с топорами и битами. Трент хватает Стайлз, но та говорит, что у Кейна для него есть работа, и превращается в страшное чудовище. Трент решает ехать без неё, но вскоре замечает, что как только он выезжает за пределы города, он тут же снова оказывается на той самой улице с уродливыми жителями. Трент решает идти на таран, но попадает в аварию и теряет сознание.
Трент просыпается в церкви и встречается с Кейном. Кейн говорит, что его книги популярней самой Библии, что с каждым читателем вера в его произведения растёт и что древним чудовищам удастся попасть на землю. Кейн отдаёт Тренту свою только что законченную новую книгу и сам превращается в портал, откуда и появляется орда ужасных чудовищ. Они начинают гнаться за Трентом, но в этот момент он просыпается посреди дороги. К кому бы Трент ни обратился, все говорят, что города Хоббс-Энда не существует, и никакой Линды Стайлз с ним не было.
Несмотря на то, что Трент избавился от книги Кейна, она всё равно доходит до издательства. Огромный успех этой литературы не позволяет Тренту убедить издателя запретить распространение книги. Теперь «В пасти безумия» в продаже, и рост насилия и сумасшествия растёт с небывалой скоростью. Трент убивает топором одного из приобретших книгу, и его отправляют в психиатрическую больницу.

### Эпилог
Трент заканчивает свой рассказ, и доктор Ренн уходит. Ночью происходит ужасное: все сотрудники и пациенты психбольницы погибают от лап чудовищ, выживает только Трент. Наступает хаос, люди превращаются в уродливых существ, улицы города пустуют, связи с городами теряются, и весь цивилизованный мир погряз в эпидемии бессмысленных убийств и насилия. Трент, выбравшись из психбольницы, бродит по безлюдному городу и заходит в пустующий кинотеатр на премьеру экранизации нового романа Саттера Кейна «В пасти безумия» с Джоном Трентом в главной роли.

## В ролях
- Сэм Нилл — Джон Трент
- Джули Кармен — Линда Стайлз
- Юрген Прохнов — Саттер Кейн
- Дэвид Уорнер — доктор Ренн
- Кевин Зегерс — ребёнок
- Хейден Кристенсен — мальчик-газетчик на велосипеде
- Джон Гловер — доктор Саперштейн
- Берни Кейси — Робинсон
- Франсис Бэй — миссис Пикман
- Питер Джейсон — мистер Пол
- Чарльтон Хестон — Джексон Харглоу

## Производство
Сценарий «В пасти безумия» был написан Майклом Де Лукой ещё в конце 1980-х годов, и Джон Карпентер был одним из первых, кому сценарист предлагал снять фильм, однако Карпентер отказался. В 1989 году New Line Cinema объявили о начале съёмок картины, в качестве режиссёра был заявлен Тон Рэнделл, которого позже должна была сменить Мэри Ламберт. В связи с тем, что жанр ужасов в то время переживал не лучшие времена, New Line Cinema на несколько лет приостановили работу над проектом, пока, наконец, в декабре 1992 года новым режиссёром не был назначен Карпентер. Несмотря на то, что оригинальный сценарий был написан Майклом Де Лукой, Карпентер немного его переделал.
На роль главного героя, Джона Трента, был приглашён уже ранее работавший с режиссёром в картине «Исповедь невидимки» актёр Сэм Нилл, только что закончивший сниматься в «Парке юрского периода». На роли второстепенных персонажей были утверждены Джули Кармен, Юрген Прохнов, Джон Гловер и другие. Съёмки киноленты проходили с августа по октябрь 1993 года в Канаде.
В качестве Чёрной церкви Хоббс-Энда был снят собор Преображения Словацкой грекокатолической церкви, расположенный в городе Маркем (Канада). В качестве здания психиатрической лечебницы было задействовано здание водоочистной станции в Торонто, где снимались некоторые сцены и для иных фильмов. После событий 11 сентября 2001 года станция стала закрытым объектом.
Созданием визуальных спецэффектов занималась команда Industrial Light & Magic, в то время как за практические эффекты (включая создание существ и аниматронных кукол) отвечала компания KNB EFX Group. В общей сложности на создание всех практических спецэффектов ушло семь месяцев; самым трудоёмким из них была т. н. «восемнадцатифутовая стена монстров», которая размещалась на роликах и управлялась командой из двадцати пяти человек.
Саундтрек к фильму был написан Джоном Карпентером в сотрудничестве с Джимом Лэнгом и записан Джимом Лэнгом и Джоном Виграном на студии Knobworld Recording.

## Отсылки к творчеству Г. Лавкрафта и С. Кинга
Фильм содержит множество отсылок к творчеству Говарда Филипса Лавкрафта. В частности, само наименование фильма имеет сходство с названием повести Лавкрафта «Хребты Безумия» (англ. In the Mountains of Madness). Также в фильме используется такой излюбленный приём писателя, как повествование о прошлых событиях лицом, помещённым в психиатрическую больницу.
В фильме имеется отсылка к лавкрафтовским мифическим существам Старейшинам из Мифов Ктулху. Указываются герои и места из его текстов (например, миссис Пикман). Кроме того, в фильме можно заметить и прямое цитирование произведений Лавкрафта — сцена, когда персонаж Джон Трент читает отрывки из произведений Саттера Кейна, названия которых, к слову, также очень созвучны с произведениями писателя.
В фильме есть отсылки и к творчеству Стивена Кинга, который, как и Лавкрафт, перенёс место действия многих своих книг ужасов в небольшие поселения по всей Новой Англии.

## Награды
- Фестиваль Fantasporto 1995 года — приз критики.